# EZ Гидры
EZ Гидры (лат. EZ Hydrae) — тройная звезда в созвездии Гидры на расстоянии приблизительно 792 световых лет (около 243 парсек) от Солнца. Возраст звезды определён как около 3,152 млрд лет.
Пара первого и второго компонентов — двойная затменная переменная звезда типа W Большой Медведицы (EW). Видимая звёздная величина звезды — от +10,7m до +10,4m. Орбитальный период — около 0,4498 суток (10,794 часа).
Открыта Куно Хофмейстером в 1931 году**.

## Характеристики
Первый компонент — жёлтый карлик спектрального класса F9, или G2. Масса — около 0,976 солнечной, радиус — около 1,337 солнечного, светимость — около 1,719 солнечной. Эффективная температура — около 5721 K.
Второй компонент — жёлто-белая звезда спектрального класса F. Масса — около 0,251 солнечной, радиус — около 0,773 солнечного, светимость — около 0,741 солнечной. Эффективная температура — около 6100 K.
Третий компонент — красный карлик спектрального класса M. Масса — около 0,51 солнечной. Орбитальный период — около 30,9 года.